# 六車俊治
六車 俊治（むぐるま しゅんじ、1969年6月2日-）は日本の映画監督、テレビドラマ・舞台の演出家、脚本家。長崎県佐世保市出身。元テレビ朝日制作2部所属。

## 来歴・人物
群馬県立高崎高等学校卒業。慶應義塾大学経済学部卒業後、1992年にテレビ朝日入社。1997年『プリティーモンキー』でディレクターデビュー。2004年には内村光良主演のドラマを映画化した『恋人はスナイパー THE MOVIE』で映画監督としてもデビューした。
2005年にテレビ朝日を退社しフリーランスに転向。映画監督、テレビドラマ・舞台の演出家・脚本家として活動中。
2012年より大正大学表現学部の特命准教授に着任。 
2022年に六歌仙フィルムスを設立。第1回製作作品は映画『狼 ラストスタントマン』。

## エピソード
- 子供の頃、初めて観た映画は『ゴッドファーザー』だった[3]。
- 名字の読みは「むぐるま」だが、師弟関係にある黒土三男監督からは「ろくしゃ」と呼ばれていた[3]。
- 『エースをねらえ!』などで共働したプロデューサー・三輪祐見子はテレビ朝日の同期に当たる[4]。

## おもな監督作品

### 映画
- 恋人はスナイパー 劇場版(2004年）
- バッシュメント（2005年・脚本/プロデューサー）
- 宿命のジオード（2010年）
- 忘れられない、あの夏（2010年）
- おー!まい!ごっと!神様からの贈り物(2014年）[3]
- SHADOW KIDS（2016年）
- リトルパフォーマー 風の鼓動（2016年）
- JK☆ROCK（2019年）
- 狼 ラストスタントマン（2022年）

### テレビドラマ
- プリティーモンキー（1997年）
- 外科医夏目三四郎（1998年）
- あぶない放課後（1999年）
- 笑ゥせぇるすまん＜アシスタントプロデューサー＞（1999年）
- 月下の棋士（2000年）
- 29歳の憂うつ パラダイスサーティー（2000年）
- ただいま満室（2000年）
- 仮面ライダーアギト（2001年）
- e's 危険な扉－愛を手錠で繋ぐ時－（2001年）
- 生きるための情熱としての殺人（2001年）
- 婚外恋愛（2002年）
- 九龍で会いましょう（2002年）
- 恋人はスナイパーEPISODE2（2002年）
- エースをねらえ!（2004年）
- エースをねらえ！奇跡への挑戦(2004年）
- クロヒョウ　龍が如く新章（2010年）
- 戦国★男士(2011〜2012年)
- パパがも一度恋をした(2020年)
- クロステイル 〜探偵教室〜（2022年）
- 介護スナック ベルサイユ（2025年）

### 舞台（演出・脚本）
- おしずの恋(2014年/新歌舞伎座・明治座）
- はつ恋・青春純情博多篇(2014年/萬劇場）
- おしずの恋(2015年・再演/中日劇場）
- 花の風来坊partⅡ(2016年/新歌舞伎座・脚本のみ）
- お紋の風（2016年/明治座・新歌舞伎座）
- お紋の風（2017年/中日劇場）

### その他
- 斎藤工　燦々ミュージック・ビデオ(2011年)